# Klenov
Klenov este o comună slovacă, aflată în districtul Prešov din regiunea Prešov. Localitatea se află la altitudinea de 560 m deasupra n.m., se întinde pe o suprafață de 15,37 km2 și în 2017 număra 228 de locuitori.

## Istoric
Localitatea Klenov este atestată documentar din 1330.

## Demografie
| An:                | 1994 | 2004 | 2014    | 2024 |
| ------------------ | ---- | ---- | ------- | ---- |
| Număr de persoane: | 250  | 205  | 231     | 231  |
| Diferență:         |      | −18% | +12,68% | +0%  |

| An:                | 2023 | 2024   |
| ------------------ | ---- | ------ |
| Număr de persoane: | 226  | 231    |
| Diferență:         |      | +2,21% |